# François Gaspard Adam

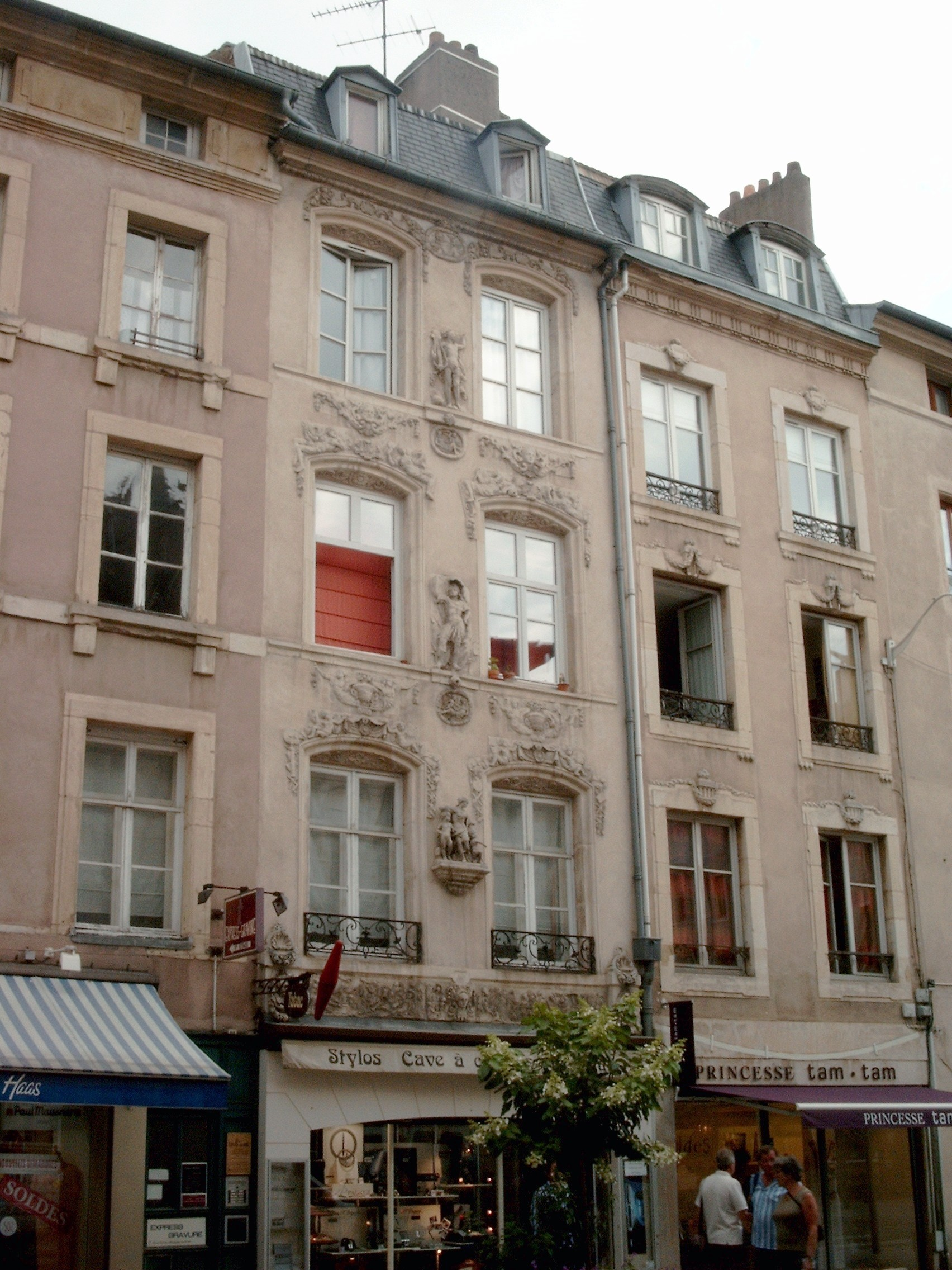
Casa de la familia Adam en Nancy

François Gaspard Adam (Nancy, 23 de mayo de 1710-París, 18 de agosto de 1761) fue un escultor francés del rococó. Trabajó para Federico II el Grande de Prusia con las esculturas del Palacio Sanssouci en Potsdam.

## Biografía
Miembro de la familia Adam, una dinastía de escultores; hijo menor del escultor Jacob Sigisbert Adam y de Sebastienne Le Leal , bautizado en la parroquia de Saint-Sébastien de Nancy.
François estudió bajo la tutela de su padre Jacob-Sigisbert hasta 1729.
En 1730 viajó con sus dos hermanos Adam Lambert-Sigisbert y Sébastien Nicolas a Roma. Allí trabajó como restaurador de esculturas antiguas de la colección privada del cardenal Polignac . En enero de 1733, se trasladó a París junto a su hermano Lambert Sigisbert, con una corta estancia en Nancy. 
En 1740 recibió de la Real Academia el 2º Premio de Roma competición que ganó al año siguiente , 1741, con un bajorrelieve modelado en yeso bajo el tema La curación de Tobías. 
Entonces regresó a Italia durante cuatro años , de 1742 a 1746, estudiando la Academia de Francia en Roma.
A su regreso a Francia, fue galardonado en 1746 con el título de profesor de la Academia de Bellas Artes de Florencia. 
Después de una breve estancia en París en 1747, Adam entró por mediación del marqués d'Argens al servicio del rey de Prusia Federico II , que le nombró escultor de la corte. Es el principal representante francés de la escultura rococó en Alemania , con las obras que creó especialmente para el parque de Sanssouci en Potsdam. En 1751 se convirtió en miembro honorario de la Academia de las Artes de Prusia, de la sección de escultura. Cuando François Gaspard Adam abandona Prusia en enero de 1759, para regresar a Francia, algunas de sus obras fueron concluidas por su sobrino François Michel Sigisbert
Dos años más tarde, murió el 18 de agosto de 1761 en París.

## Obras (selección)

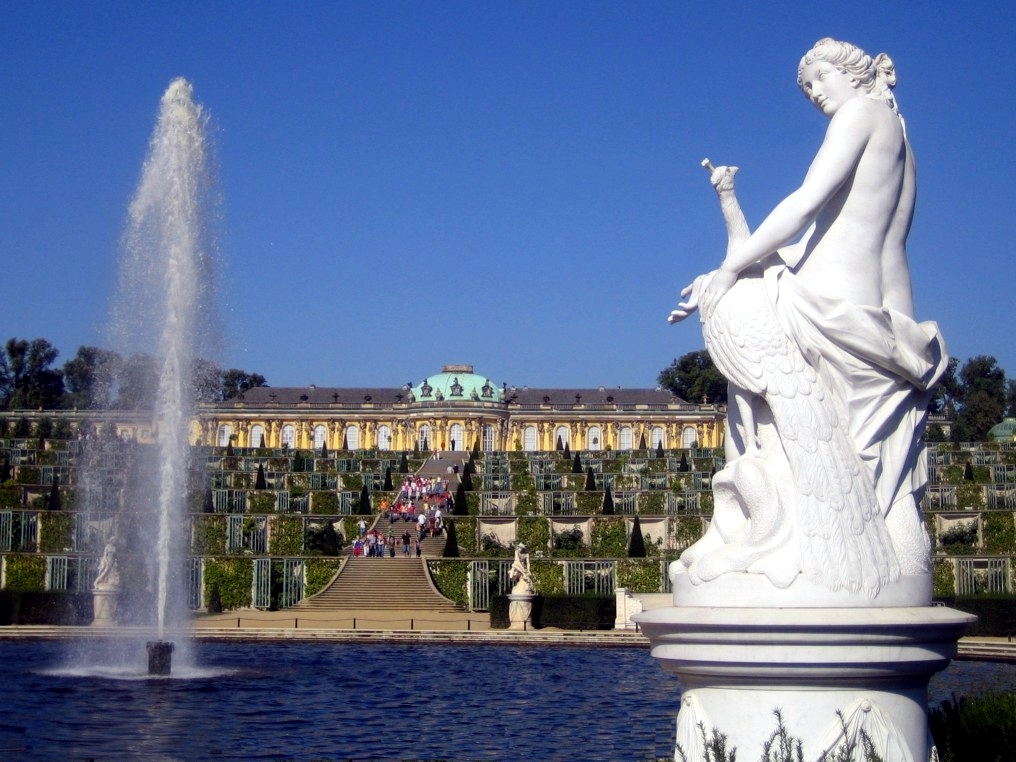
Juno con Pavo real, del francés François Gaspard Adam, 1753. Figura en bulto redondo, localizada bajo la terraza de las viñas de Sanssouci

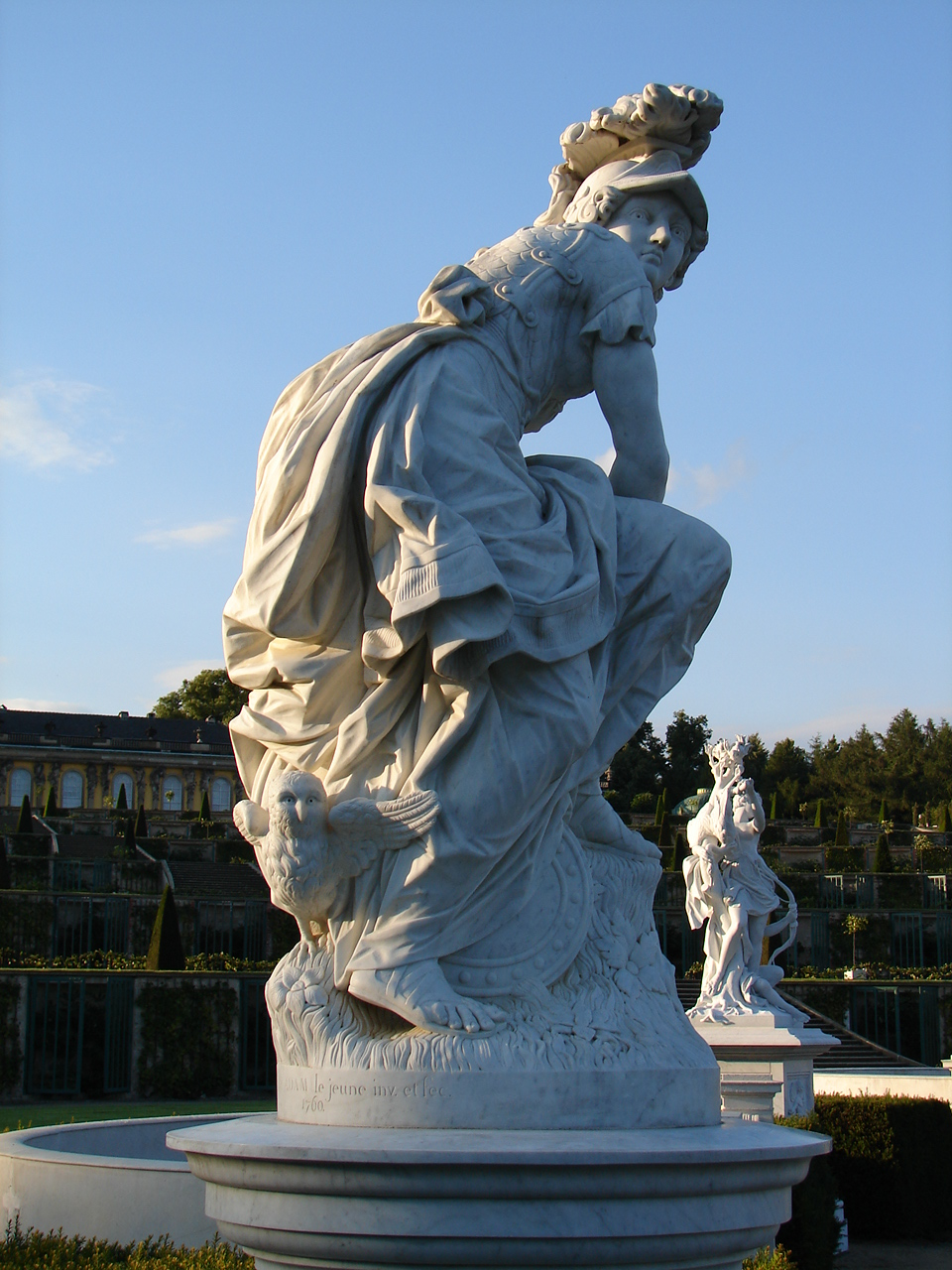
Minerva de François Gaspard Adam,(Palacio Sanssouci)

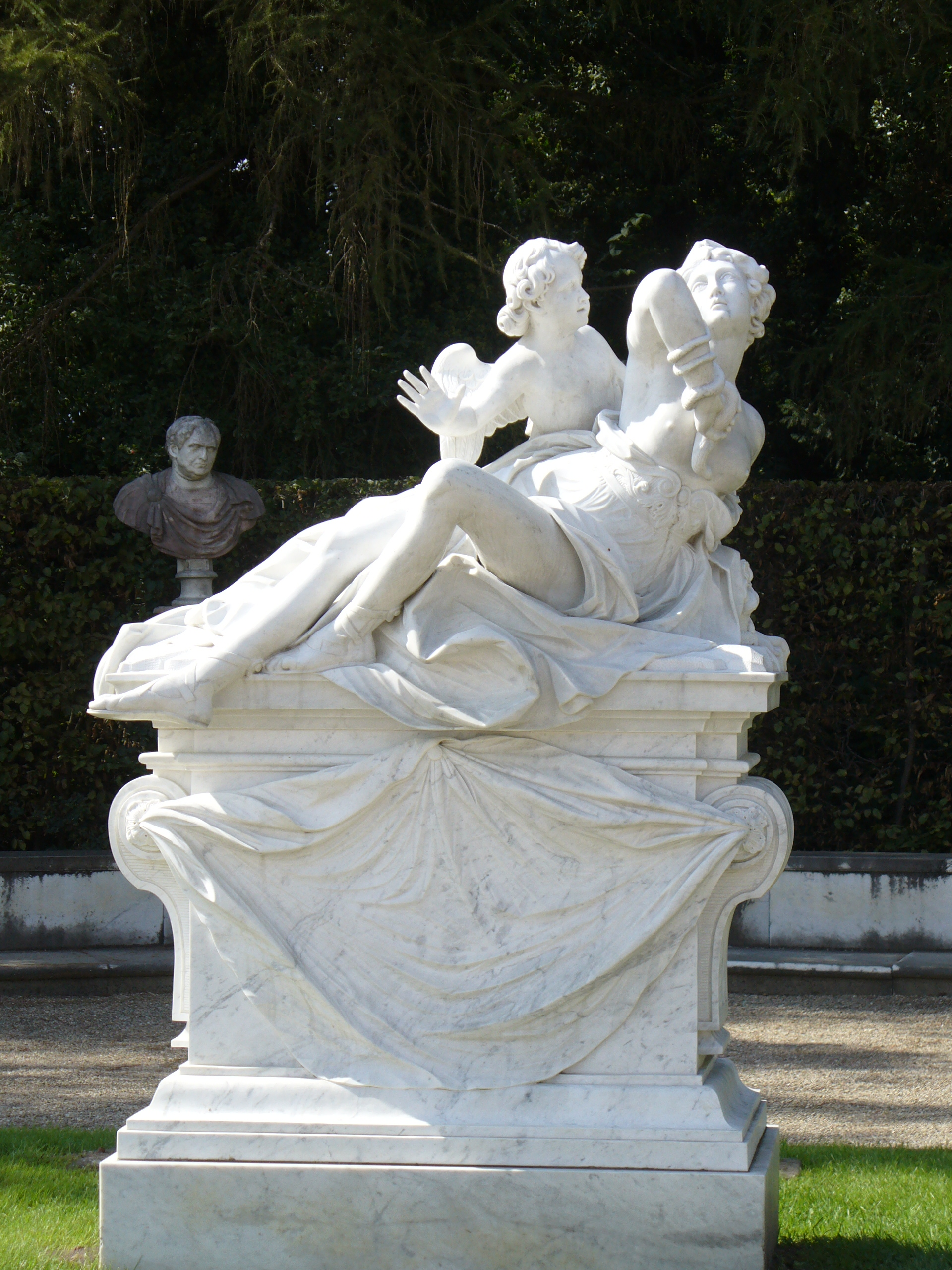
Cleopatra con Amor

Entre las mejores y más conocidas obras de François Gaspard Adam se incluyen las siguientes:
- Flora con Zéfiro , 1749 , escultura de mármol. Copia instalada en la mitad oriental de la terraza de las viñas más alta , Sanssouci

- Cleopatra con Amor, 1750, escultura de mármol. Copia instalada en la mitad occidental de la terraza de las viñas más alta , Sanssouci
- Copias de las esculturas franceses de mármol en bulto redondo, en la parte inferior de la terraza de los viñedos , Sanssouci
  - 1752 Apolo matando a Pitón, escultura de mármol,

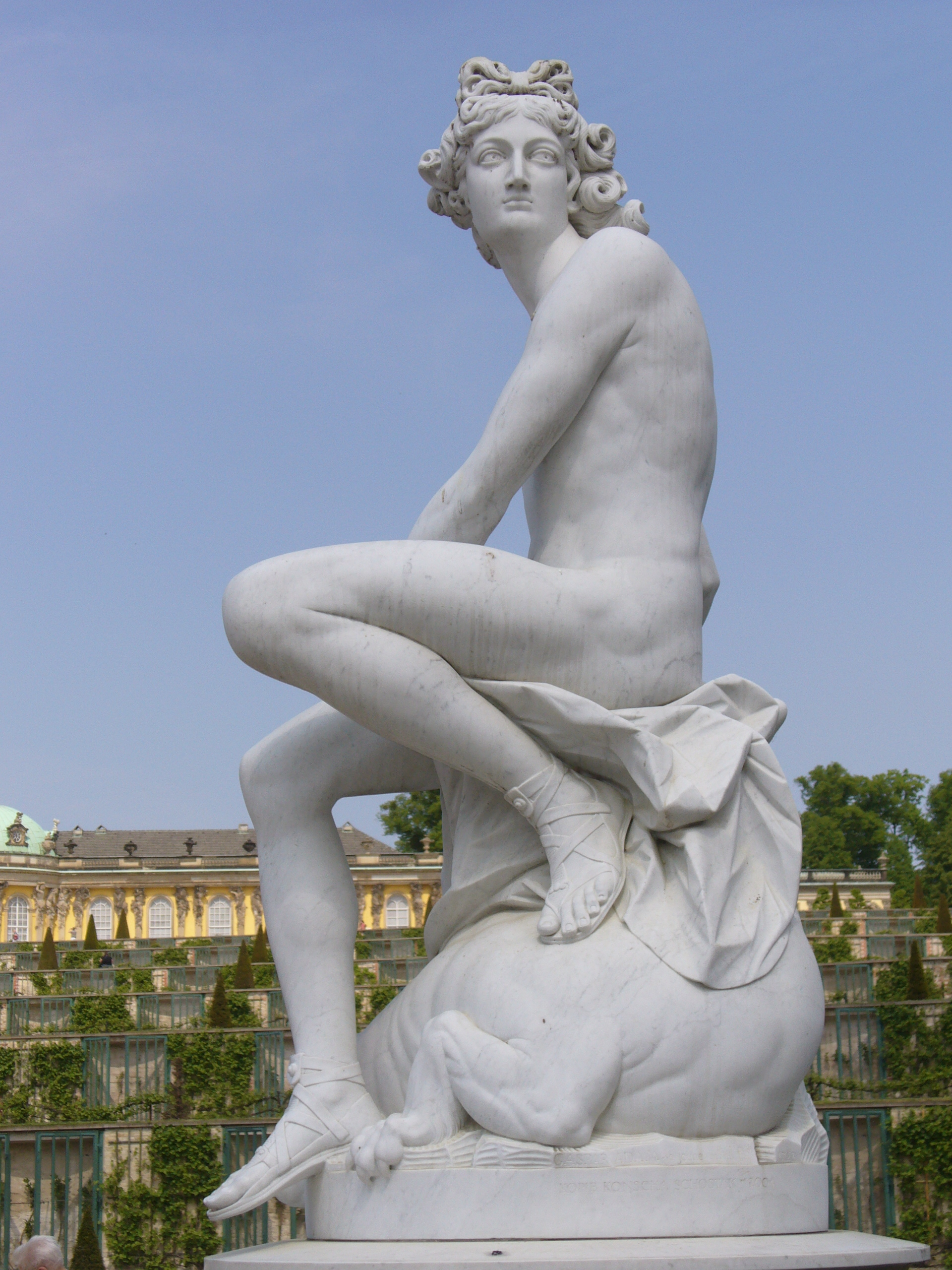
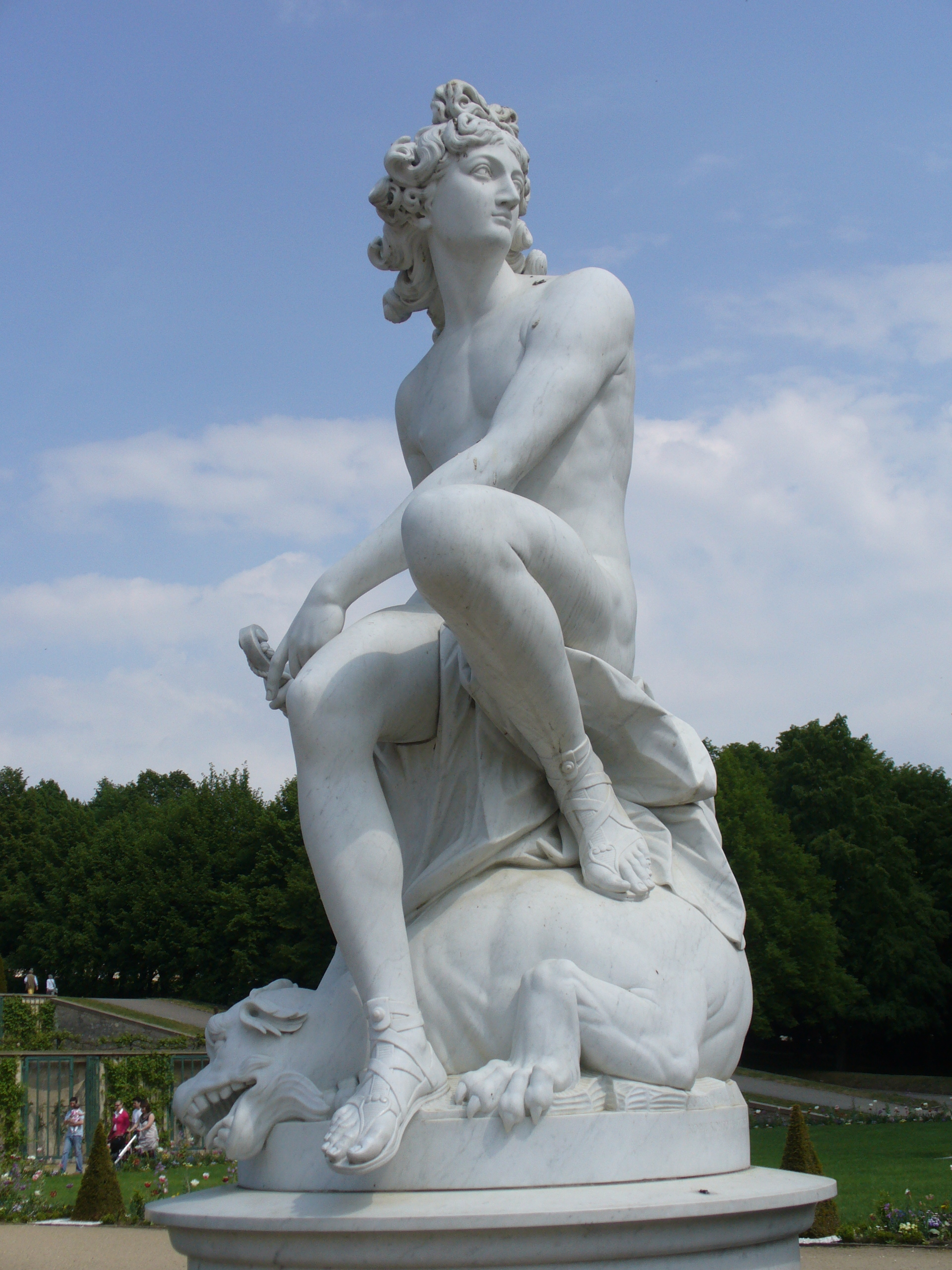
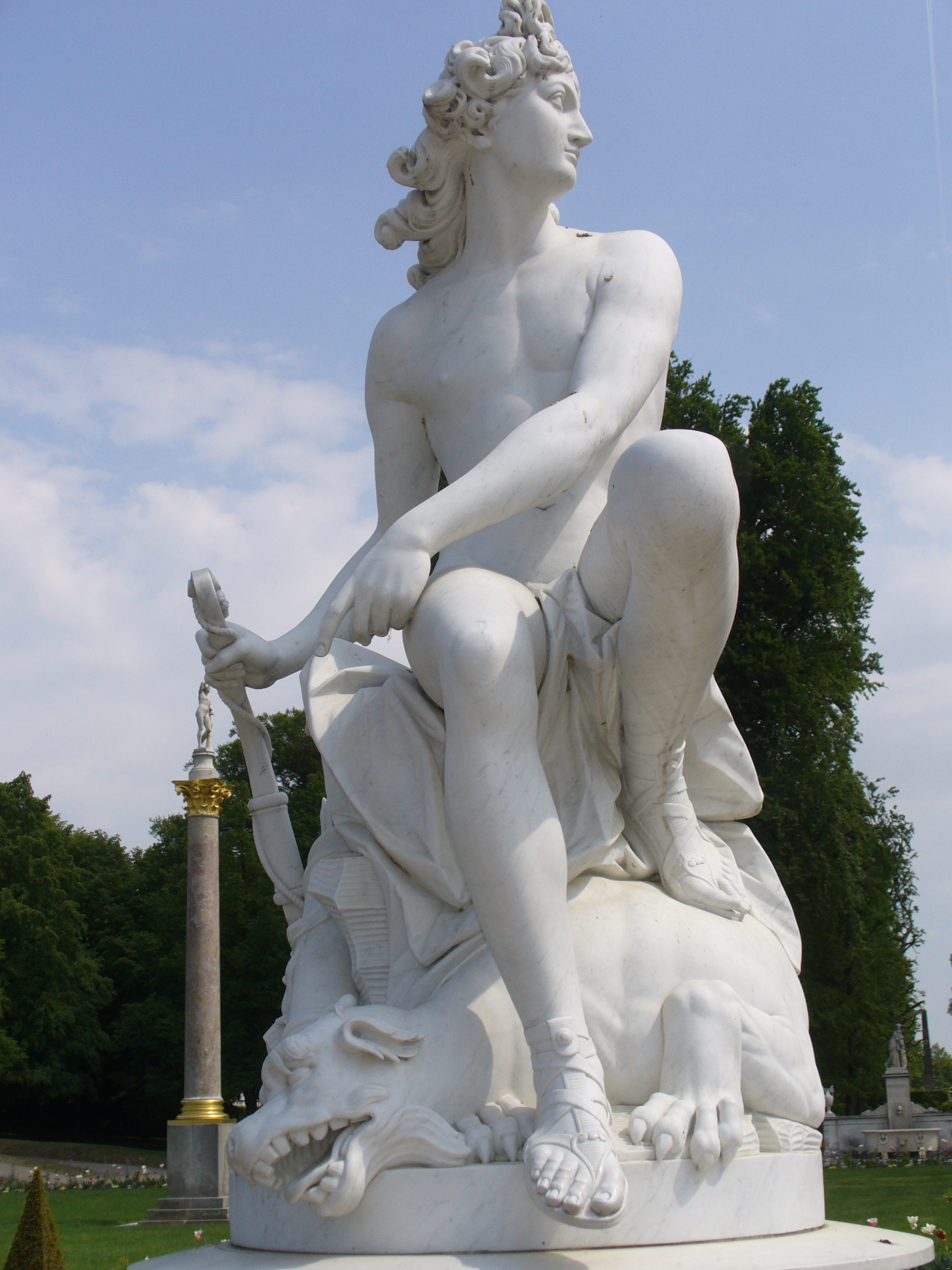

- 1753 Diana en el baño, escultura de mármol
- 1753 Juno con pavo real, escultura de mármol

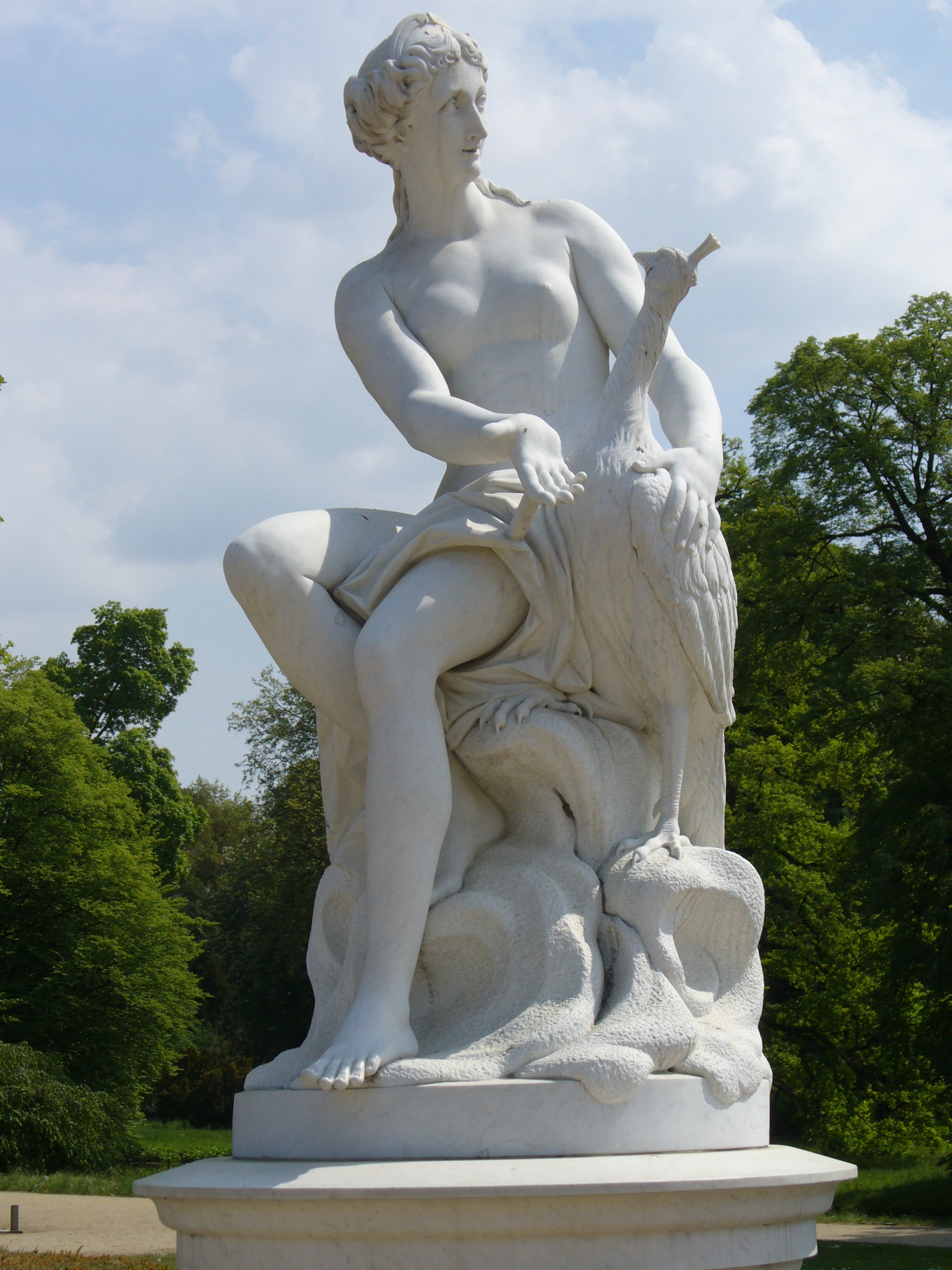
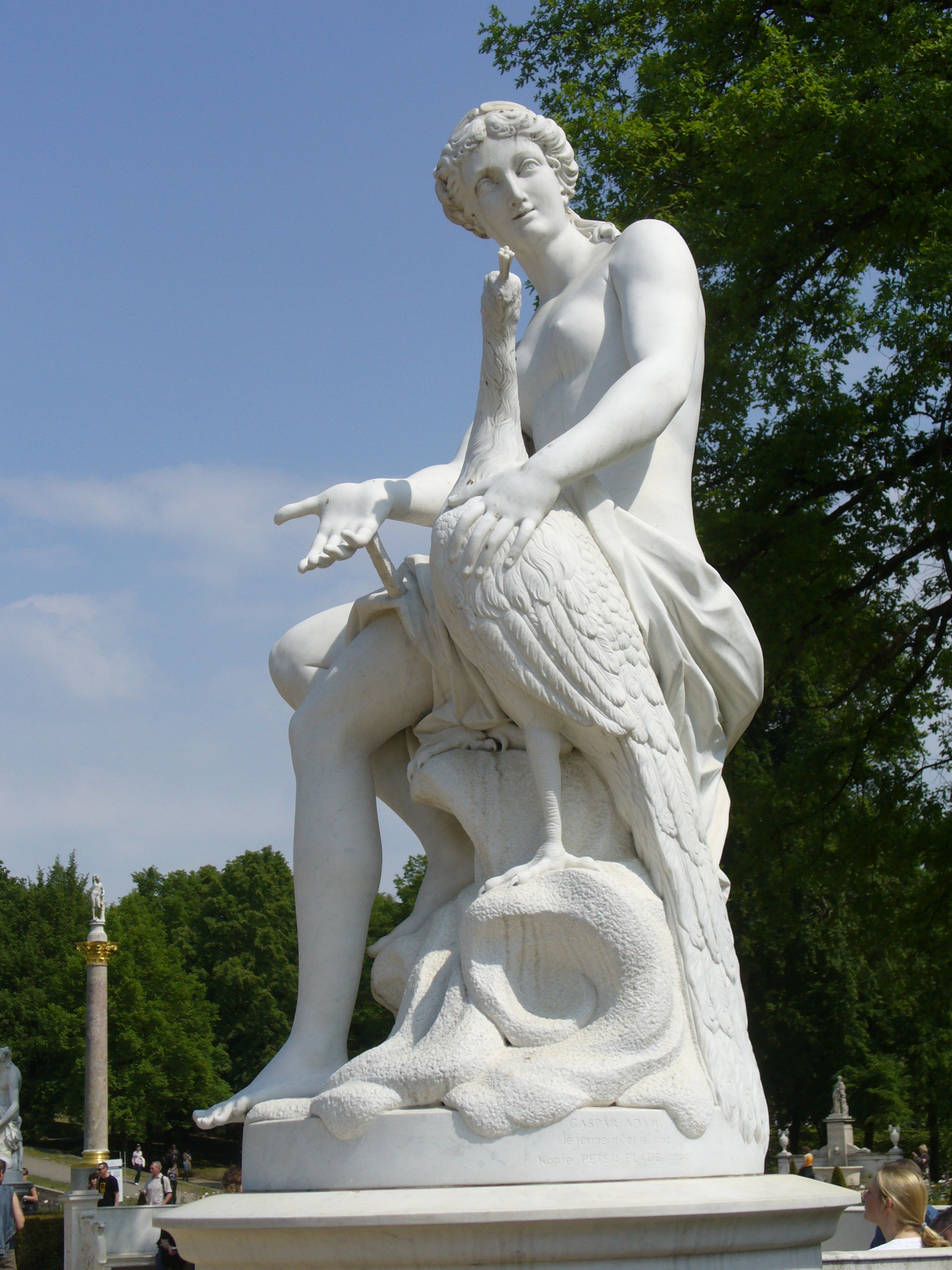
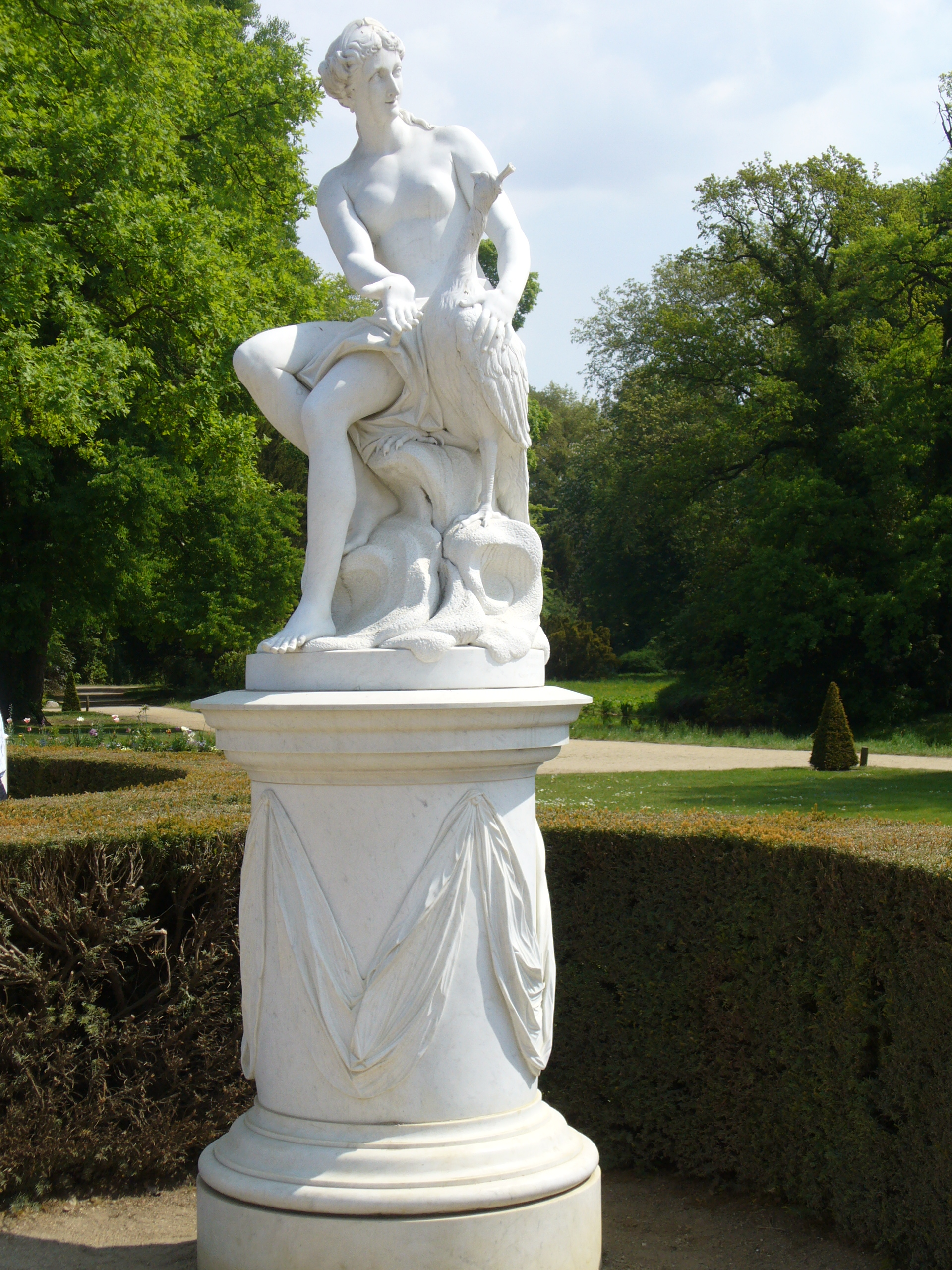

- 1754 Júpiter y Jo, escultura de mármol
- 1756 Fuego (Venus vista desde el Volcán en la placa forjada por Eneas), esculturas de mármol y relieves de la base
- 1758 Tierra (Ceres enseña Triptólemo el arado), escultura de mármol y relieves en la base
- 1760 Minerva , escultura de mármol

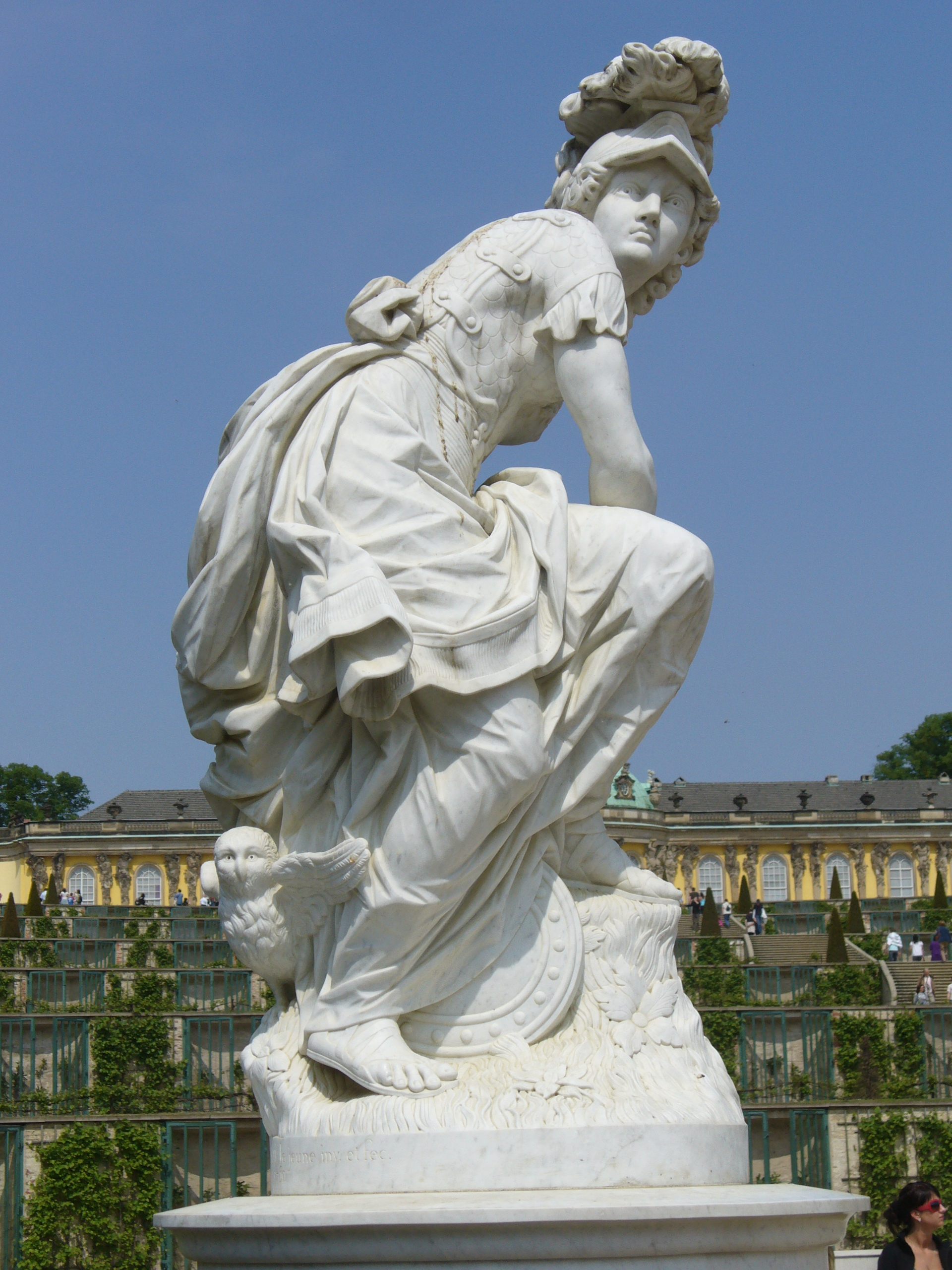
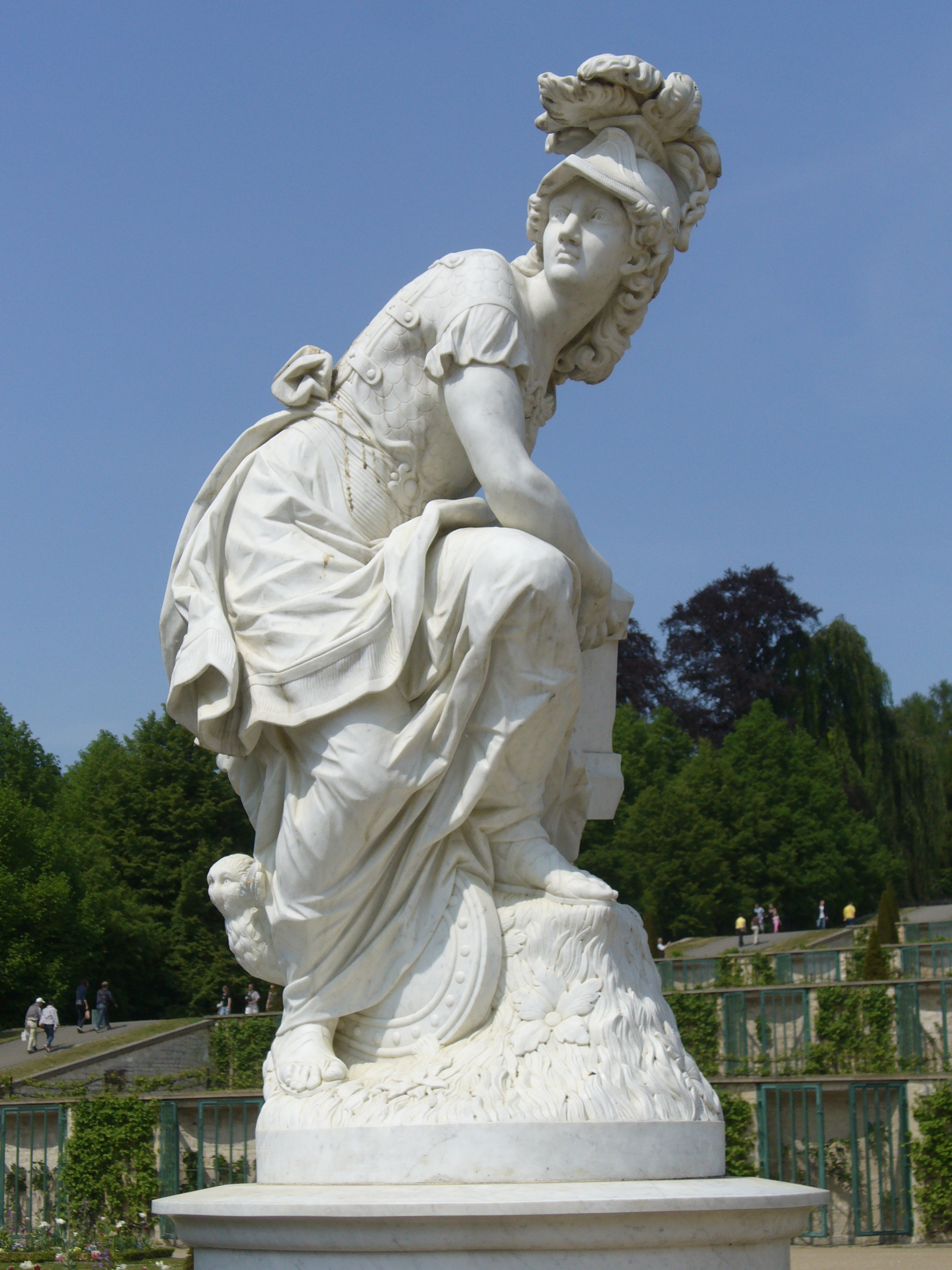
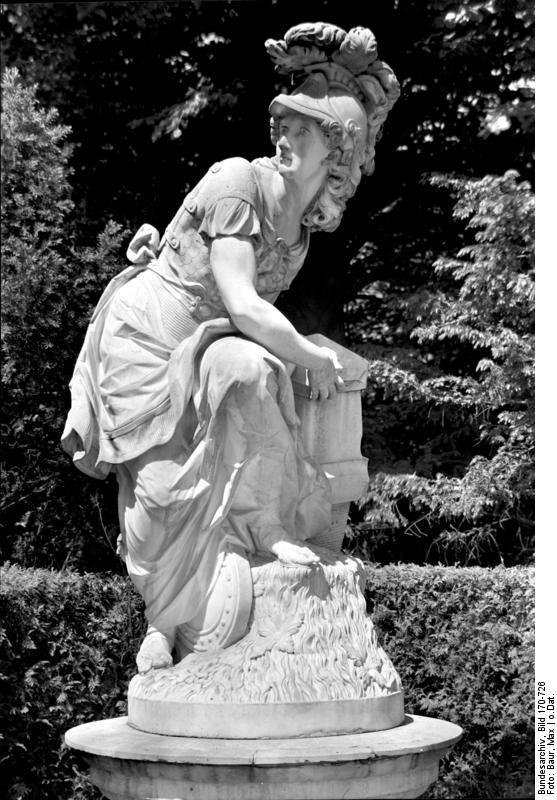

- 1760 Marte, escultura de mármol (completada por Sigisbert François Michel en 1764)

- 1769 El mariscal de campo Conde Kurt Christoph von Schwerin - estatua de mármol, terminada por Sigisbert François Michel ) en la Wilhelm Platz de Berlín

- Estatua del General Winterfeld (terminada por los hermanos escultores Johann David Rantz y Johann Lorenz Wilhelm Rantz )

- Busto de Samuel Cocceji , Tribunal Superior de Berlín

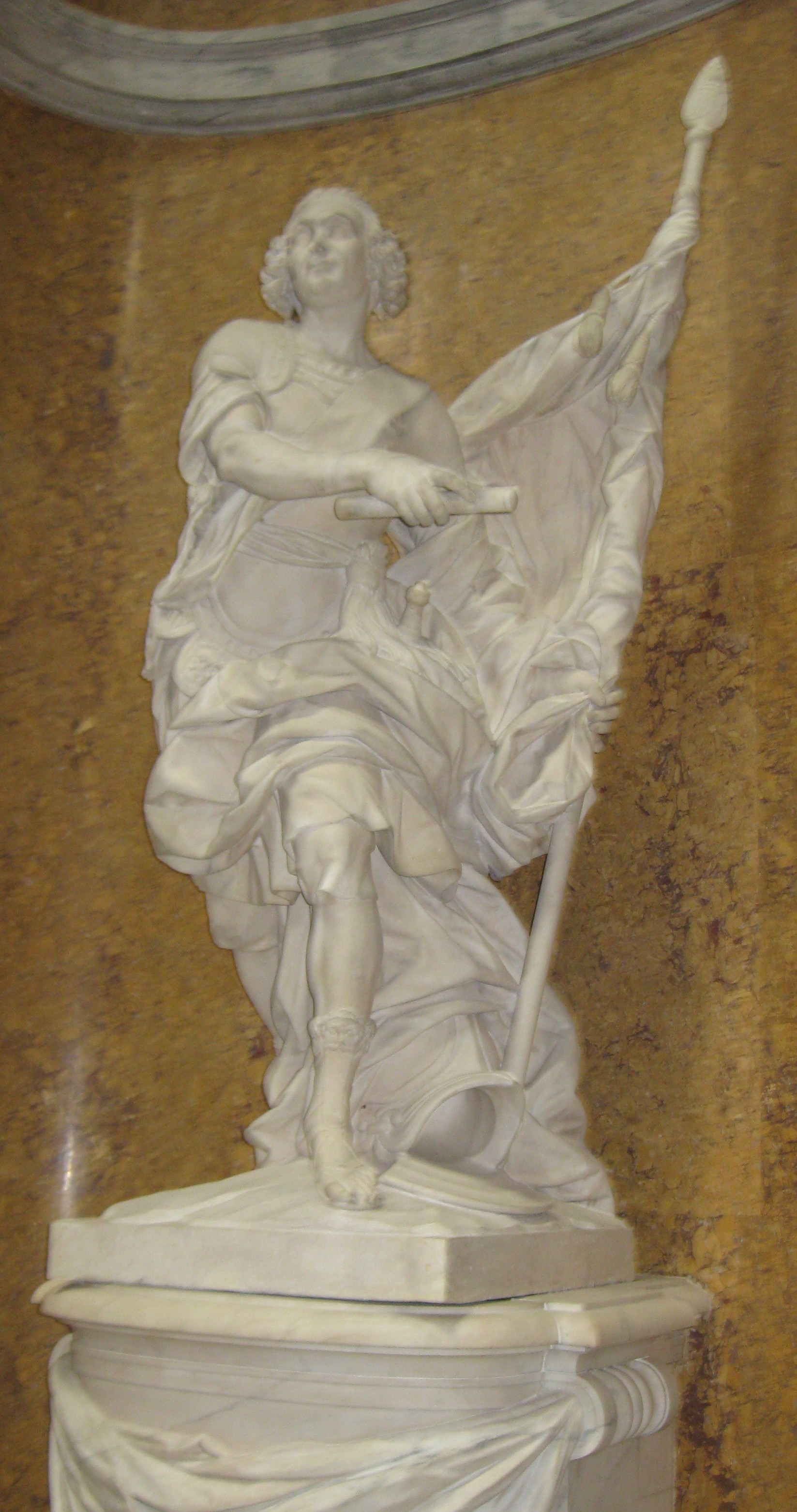
El general Christoph von Schwerin en el Museo Bode
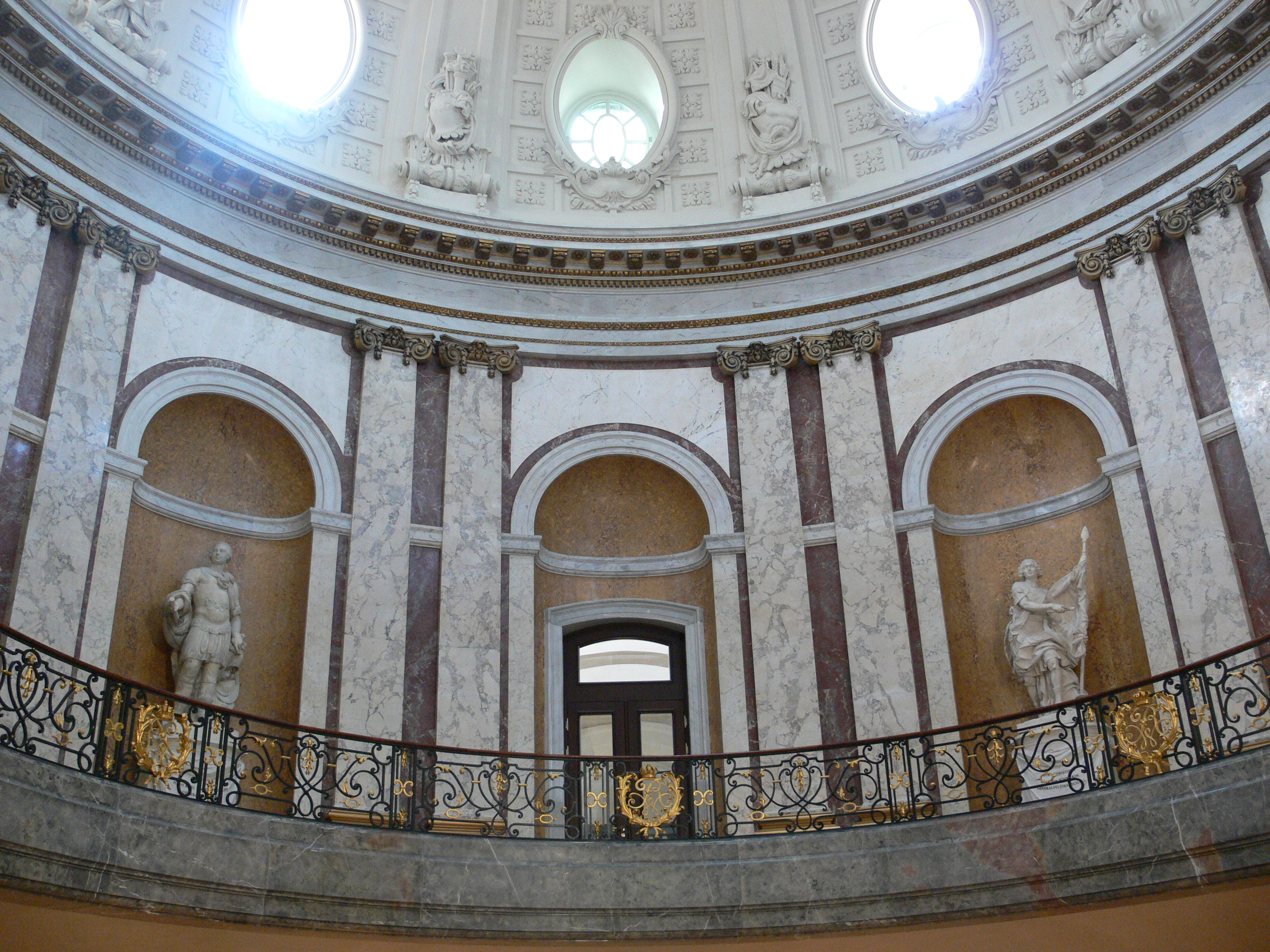
Disposición de la estatua anterior en la cúpula del Museo Bode